# Chad Marshall
Chad Marshall (nacido el 22 de agosto de 1984 en Riverside, California) es un exfutbolista estadounidense que jugó como defensor central para el Seattle Sounders en la Major League Soccer.

## Clubes
| Club                  | País           | Año        |
| --------------------- | -------------- | ---------- |
| IMG Academy Bradenton | Estados Unidos | 2002-2004  |
| Columbus Crew         | Estados Unidos | 2004- 2013 |
| Seattle Sounders      | Estados Unidos | 2014-2019  |
| Seattle Sounders FC   | Estados Unidos | 2019       |

## Palmarés

### Campeonatos nacionales
| Título                   | Club                | País           | Año  |
| ------------------------ | ------------------- | -------------- | ---- |
| Copa MLS                 | Columbus Crew       | Estados Unidos | 2008 |
| MLS Supporters' Shield   | Columbus Crew       | Estados Unidos | 2003 |
| MLS Supporters' Shield   | Columbus Crew       | Estados Unidos | 2008 |
| MLS Supporters' Shield   | Columbus Crew       | Estados Unidos | 2009 |
| Lamar Hunt U.S. Open Cup | Seattle Sounders FC | Estados Unidos | 2014 |

### Distinciones individuales
| Distinción                | Año  |
| ------------------------- | ---- |
| Defensa del año en la MLS | 2008 |
| Defensa del año en la MLS | 2009 |
| MLS Best XI               | 2008 |
| MLS Best XI               | 2009 |